# Maria Angeles od św. Józefa Valtierra Tordesillas
Maria Angeles od św. Józefa, właśc. hiszp. Marciana Valtierra Tordesillas (ur. 6 marca 1905 w Getafe, zm. 24 lipca 1936 w Guadalajarze) – karmelitanka bosa (OCD), zelotka pisma La Obra Máxima i Chórów Mariańskich, męczennica chrześcijańska i błogosławiona Kościoła rzymskokatolickiego.
Urodziła się wielodzietnej rodzinie Manuela i Lorenzy. Mając 3 lata w 1908 roku zmarła jej matka, wówczas umieszczono ją w Kolegium Świętej Rodziny. W 1913 roku w wieku 8 lat przystąpiła do pierwszej Komunii Świętej. W latach 1924–1929 była zelotką (daw. zelatorka) karmelitańskiego pisma misyjnego La Obra Máxima, wydawanego przez o. Jana Wincentego od Jezusa i Maryi (1862-1943).
14 lipca 1929 roku wstąpiła do klasztoru Karmelitów Bosych w Guadalajarze, gdzie 19 stycznia 1930 roku otrzymała habit zakonny. 21 stycznia 1934 roku złożyła śluby zakonne przyjmując imię Marii Angeles od św. Józefa. Gdy doszło do wybuchu wojny domowej, w dniu 24 lipca 1936 roku, wraz z dwiema siostrami poszła szukać schronienia. Wtedy została zastrzelona na ulicy razem z Marią Pilar od św. Franciszka Borgiasza i Teresą od Dzieciątka Jezus i św. Krzyża, przez milicjantów ludowych. Zginęły z nienawiści do wiary (łac) odium fidei bowiem będąc zakonnicami klauzurowymi nie miały związku z polityką. Maria Angeles od św. Józefa została zastrzelona jako pierwsza, a historię męczeństwa zakonnic spisała ówczesna przełożona karmelu w Guadalajarze.
Zostały razem beatyfikowane przez papieża Jana Pawła II w dniu 29 marca 1987 roku.